# Mohamed Zayar
Mohamed Zayar (* 11. března 1964) je syrský zápasník. Dvakrát se účastnil olympijských her, v obou případech zápasil ve volném stylu. V roce 1984 na hrách v Los Angeles vypadl v kategorii do 74 kg ve druhém, v roce 1988 na hrách v Soulu v kategorii do 82 kg ve čtvrtém kole.
K jeho největším sportovním úspěchům patří třetí místo z Asijských her roku 1990 v zápase řecko-římském, v kategorii do 82 kg.